# Yosri Daly
Yosri Daly ou Yosri Dali, né en 1968, est un homme politique tunisien, député de la deuxième circonscription de Tunis à l'Assemblée des représentants du peuple de novembre 2019 à décembre 2021. Il est président du bureau politique de la Coalition de la dignité de août à septembre 2021.

## Biographie
Il préside la Fédération tunisienne des échecs de 2013 à 2016.
Candidat aux élections législatives du 26 octobre 2014, il est condamné par la Cour des comptes pour infraction à la législation sur le financement des partis.
À nouveau candidat aux élections législatives du 6 octobre 2019, il est élu député de la deuxième circonscription de Tunis au sein de la Coalition de la dignité. Le 26 novembre, le Syndicat national des journalistes tunisiens (en) condamne ses propos dans lesquels il incite à la violence contre des médias et des journalistes,.
Une fois installé à l'assemblée, il préside le comité d'organisation de l'administration et des affaires des forces armées à partir du 17 décembre 2019. Il est aussi membre du comité de sécurité et de défense et membre du comité scientifique de l'académie parlementaire.
Fin janvier 2020, il est proposé sans succès par son parti pour devenir ministre de l'Intérieur dans le gouvernement d'Elyes Fakhfakh,.
Le 25 août, son parti annonce des modifications au sein de ses structures dirigeantes, de ce fait il remplace Abdellatif Aloui comme président du bureau politique.